# سیمرانجیت کور
سیمرانجیت کور (انگلیسی: Simranjit Kaur؛ زادهٔ ۱۰ ژوئیهٔ ۱۹۹۵) بوکسور زن اهل هند است.